# Jan Gomola
Jan Gomola (ur. 5 sierpnia 1941 w Ustroniu, zm. 24 lutego 2022 tamże) – polski piłkarz, bramkarz. Długoletni zawodnik Górnika Zabrze.
Pierwszym ligowym klubem w którym grał była Kuźnia Ustroń, w składzie której zadebiutował w 1959 roku w meczu z Walcownią Czechowice. W 1964, po meczu Kuźni Ustroń z reprezentacją Śląska juniorów został zauważony przez śląskich działaczy. Już wiosną następnego roku trafił najpierw do Unii Racibórz, a następnie do Górnika Zabrze.
We wrześniu 1965, po meczu Górnika z Austriackim LASK Linz, wygranym 3:1 głównie dzięki doskonałej grze Gomoli, piłkarz został powołany do reprezentacji olimpijskiej, w której zadebiutował w meczu z Czechosłowacją.
W reprezentacji debiutował w 1966 w meczu ze Szwecją rozegranym we Wrocławiu. W 1971 na zgrupowaniu przed meczem z RFN lekarz kadry wykrył u Gomoli pęknięcie jednego z kręgów szyjnych. Po rehabilitacji bramkarz wrócił na boisko, jednak w obawie przed odnowieniem się kontuzji trener Kazimierz Górski nie włączył Gomoli do składu reprezentacji na Igrzyska Olimpijskie w Monachium w 1972. W 1974 porzuciwszy nadzieje na grę w reprezentacji narodowej, jako pierwszy polski piłkarz który podpisał kontrakt zagraniczny, Gomola wyjechał do Meksyku, gdzie występował do 1978.
Po powrocie do Polski zajął się pracą trenerską. W latach osiemdziesiątych był trenerem bramkarzy w Beskidzie Skoczów. Był też trenerem Morcinka Kaczyce i Piasta Cieszyn.
Z zabrzańskim klubem zagrał 157 meczów, z czego 117 w ekstraklasie, 18 o Puchar Polski na szczeblu centralnym, 17 w Pucharze Europy i 5 w Pucharze Intertoto. W reprezentacji Polski wystąpił 7 razy. Przez wiele lat rywalizował o miano pierwszego w bramce - także w kadrze narodowej - z Hubertem Kostką.

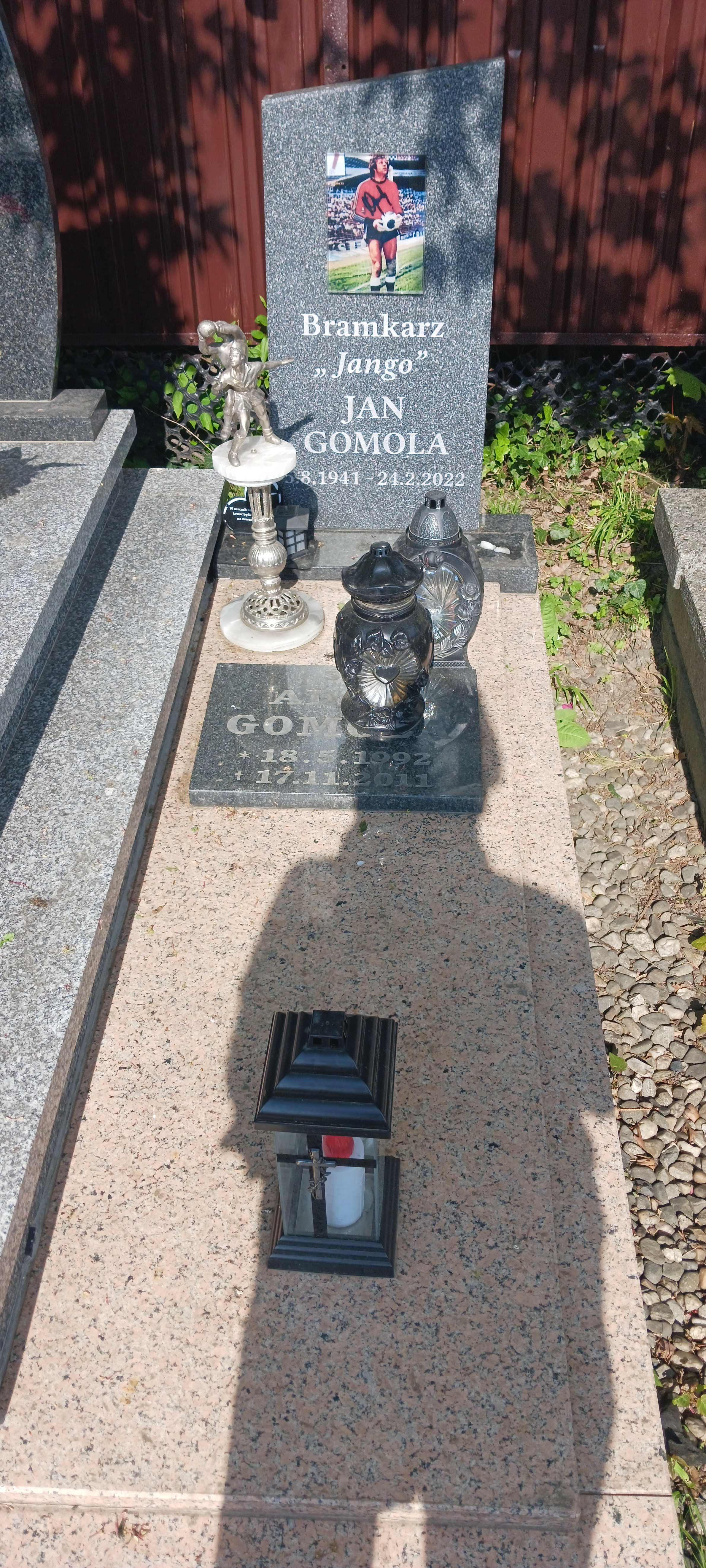
Grób bramkarza Jana Gomoli na cm. ewangelickim w Ustroniu